# 黃頴珊
黃頴珊（Sandy, Osan），香港電視劇導演。
1995年畢業於香港浸會大學傳理學院 HONG KONG BAPTIST UNIVERSITY 傳理學社會科學(學士)榮譽課程-電影電視 BSC(HOR) IN COMMUNICATION-CINEMA AND TELEVISION。畢業後加入電視廣播有限公司(TVB)任職戲劇分部副導演，並於2001年躍升為導演，2012年獲邀加入香港電視網絡(HKTV)， 2016年再次加盟TVB為高級編導。曾參與拍攝 《衝上雲霄》、《天涯俠醫》、《賭場風雲》、《警界線》、 《大眾情性》、《不懂撒嬌的女人》、《再創世紀》、《男排女將》、《愛上我的衰神》劇集。

### 電視劇（無綫電視）

#### 編導
- 2001年：《無考不成冤家》、《點指賊賊賊捉賊》
- 2002年：《衝上雲霄》、《律政新人王》
- 2003年：《烽火奇遇結良緣》、《隔世追兇》
- 2004年：《天涯俠醫》、《十兄弟》
- 2005年：《布衣神相》、《酒店風雲》
- 2006年：《愛情全保》、《學警出更》、《賭場風雲》
- 2007年：《律政新人王2》、《野蠻奶奶大戰戈師奶》、《大冬瓜》、《師奶股神》
- 2008年：《王老虎搶親》、《絕代商驕》
- 2009年：《掌上明珠》、《搜下留情》
- 2010年：《團圓》、《居家兵團》、《依家有喜》
- 2011年：《荃加福祿壽探案》、《換樂無窮》

#### 導演
- 2016年：《不懂撒嬌的女人》
- 2017年：《再創世紀》
- 2018年：《救妻同學會》
- 2021年：《愛上我的衰神》

### 電視劇（香港電視網絡）

#### 導演
- 2013年：《警界線》
- 2014年：《大眾情性》

### 電視劇（ViuTV）

#### 導演
- 2020年：《男排女將》
- 2024年：《飛黃騰達》

### 網絡大電影

#### 導演
- 2019年：《西謊遊記之唐僧踩錯界》